# Regius Professor of Physiology (Glasgow)
Der Regius Professor of Physiology (ursprünglich Regius Chair of Theory of Physic or Institutes of Medicine) ist ein 1839 durch Stiftung von Queen Victoria begründete Regius Professur an der University of Glasgow. 1893 wurde die Bezeichnung in Regius Professor of Physiology geändert.
Neben dem Lehrstuhl in Glasgow gibt es eine weitere Regius Professur für Physiologie an der University of Aberdeen.

## Geschichte des Lehrstuhls
Der erste Professor war Andrew Buchanan. Er hatte als Chirurg an der Glasgow Royal Infirmary gearbeitet und hatte sich mit der Einführung des Glasgow Medical Journals einen Namen unter Kollegen gemacht. Unter Biochemikern gilt er als einer der Begründer des Fachs. Seine Forschungen zur Blutgerinnung waren grundlegend für spätere Arbeiten zu diesem Thema. Buchanan lehrte mit der Unterstützung zweier Assistenten Physiologie, Pathologie, Therapie und Hygiene. Aber die Moderne zog erst mit seinem Nachfolger John Gray McKendrick 1876 ein, der bereits als Physiologe ausgebildet war.
Als McKendrick 1876 von der University of Edinburgh kommend den Lehrstuhl übernahm, gab es nach seinen Aussagen nur ein paar altertümliche Mikroskope und einen Sphygmographen. Mit Geräten, die er in Edinburgh nach der Emeritierung von Hughes Bennett gekauft hatte, nahm McKendrick seine Lehrtätigkeit auf. 1903 wurde Geld für ein neues Institutsgebäude verfügbar und als McKendrick 1906 emeritierte, übergab er seinen Nachfolger Noel Paton ein modernes, gut ausgestattetes Institut. McKendrick ergänzte die Fächer physiologische Chemie (Biochemie) und experimentelle Physiologie.
Im 20. Jahrhundert wurden drei Gebiete abgetrennt, die ursprünglich dem Lehrstuhl für Physiologie untergeordnet waren. 1908 wurde zuerst die Psychology (Psychologie) auf eigene Füße gestellt. 1919 wurde mit dem Gardiner Chair of Physiological Chemistry die Biochemie abgetrennt. Edward Provan Cathcart übernahm die Gardiner-Professur, bis er 1928 selbst zum Regius Professor ernannt wurde. 1964 wurde mit dem Chair of Pharmacology die Pharmakologie aus der Physiologie herausgetrennt.
Der nach dem Anschluss Österreichs nach England geflohene Otto Hutter übernahm 1971 noch eine eigene Abteilung der Biowissenschaften und übergab eine Abteilung an John Christie McGrath. Anschließend verlor die Physiologie aber an Bedeutung und wurde unter dem Mantel der Biowissenschaften weitergeführt, ohne noch den Status einer eigenen Abteilung zu haben.
Der amtierende Regius Professor ist Tomasz Jan Guzik.

## Liste der Regius Professors of Physiology
| Name                       | Namenszusatz                       | von  | bis           | Anmerkung |
| -------------------------- | ---------------------------------- | ---- | ------------- | --- |
| Andrew Buchanan:123        | M.D.                               | 1839 | 1876          | Buchanan war in Glasgow geboren, aufgewachsen und ausgebildet. Nach seinem Versuch, als Herausgeber einer medizinischen Fachzeitschrift übernahm er die Aufgaben eines Chirurgen an der Glasgow Royal Infirmary, wo er einige neue Operationstechniken entwickelte. Er wurde 1839 unter einer Whig-Regierung zum ersten Professor berufen und veröffentlichte einige frühe Arbeiten zur Blutgerinnung. Sowohl Physiologen als auch Biochemiker erkennen in ihm einen Begründer ihrer jeweiligen Fächer. 1965 wurde in Glasgow in seinem Namen der Buchanan Chair of Physiology eingerichtet.                                                                                             |
| John Gray McKendrick:123   | M.D., LL.D., F.R.S.                | 1876 | 1906          | M'Kendrick bevorzugte die apostrophierte Schreibweise seines Namens.:198 ff Er war, wie der Professor of Institutes of Medicine an der University of Aberdeen, William Stirling ein Schüler von Hughs Bennett.:198 ff Und wie andere Schüler Bennetts strukturierte er die Arbeit an seiner Wirkungsstätte vollständig um, modernisierte das Curriculum und ergänzte experimentelle Arbeit.:198 ff |
| Diarmid Noel Paton:123     | M.D., B.Sc., LL.D., F.R.S.         | 1906 | 1928          | Paton leistete Pionierarbeit mit seinen Untersuchungen zur Ernährung und zum Stoffwechsel. Er machte die ersten großflächig angelegten Studien zur Ernährung von Arbeitern in Glasgow und Edinburgh und untersuchte die Ursachen der Rachitis. |
| Edward Provan Cathcart:124 | C.E.B., M.D., D.Sc., LL.D., F.R.S. | 1928 | 1947          | Wie sein Vorgänger untersuchte Cathcart die Ernährungsphysiologie. Bedingt durch den Zweiten Weltkrieg betrafen viele seiner Arbeiten Soldaten und er legte Grundlagen für die Ernährung der englischen Truppen. In der Folge stieg Cathcart bis zum Generalleutnant auf. Seine Nachkriegsarbeiten hatten einen bleibenden Einfluss auf die schottische Gesundheitspolitik für die folgenden Jahrzehnte. |
| Robert Campbell Garry:124  | M.B., Ch.B., D.Sc., F.R.S.E.       | 1947 | 1970          | Auch Garry untersuchte Ernährung von militärischem Personal. Sein Schwerpunkt lag auf den Flugzeugbesatzungen, die in großer Höhe unter dem Einfluss von Stress und hohen G-Kräften aktiv waren. Besondere Aufmerksamkeit widmete Garry der autonomen Kontrolle des Verdauungsapparats und damit auch dem damit verbundenen Nervengeflecht. |
| Otto Hutter:124            | B.Sc., Ph.D.                       | 1971 | 1990          | Hutter war 13-jährig nach dem Anschluss Österreichs im ersten Kindertransport nach England geflohen. Er schloss dort seine schulische Ausbildung ab und nahm eine Arbeit in den Wellcome Laboratories auf. Neben seiner Arbeit studierte er in Abendschule und an den Wochenenden Physiologie und Chemie. Während eines Studienaufenthalts in den USA machte er gemeinsam mit Wolfgang Trautwein Messungen am Herzen, die eine der Grundlagen für moderne Herzschrittmacher legten. Er wurde zu einem der führenden Experten für die Ionenkanäle in den menschlichen Zellen. Seit 2009 vergibt die Physiological Society den Otto Hutter-Price für herausragende Lehrer für Physiologie. |
| John Christie McGrath:124  | B.Sc., Ph.D.                       | 1991 | 29. Apr. 2012 | |
| Tomasz Jan Guzik           |                                    | 2013 | heute         | |